# Kap Discord
Kap Discord är en udde i Grönland (Kungariket Danmark).   Den ligger i kommunen Kujalleq, i den södra delen av Grönland, 600 km sydost om huvudstaden Nuuk. Kap Discord ligger på ön Iluileq.
Terrängen inåt land är huvudsakligen kuperad, men norrut är den platt. Havet är nära Kap Discord österut.  Det finns inga samhällen i närheten. 